# Tornio
Tornio (en suédois : Torneå ; en same du Nord : Duortnus) est une ville du nord-ouest de la Finlande, située au fond du golfe de Botnie, à l'embouchure de la Tornionjoki, en Laponie. Elle borde la frontière suédoise, face à la ville de Haparanda. Les deux villes fonctionnent comme des cités jumelles, les commerçants acceptent indifféremment les euros et les couronnes suédoises et les habitants n'hésitent pas à passer la frontière plusieurs fois par jour. Les deux municipalités, qui partagent déjà de nombreux services municipaux, ont même le projet de fusionner (nombreux projets transfrontaliers, notamment en ce moment[Quand ?] la construction d'un magasin de l'enseigne Ikea). Outre Haparanda (en finnois : Hapaaranta), la commune est bordée par les municipalités de Keminmaa et Tervola à l’est, Ylitornio au nord.
La commune est officiellement unilingue finnois, mais la plupart des habitants comprennent aussi le dialecte régional meänkieli et le suédois.

## Histoire

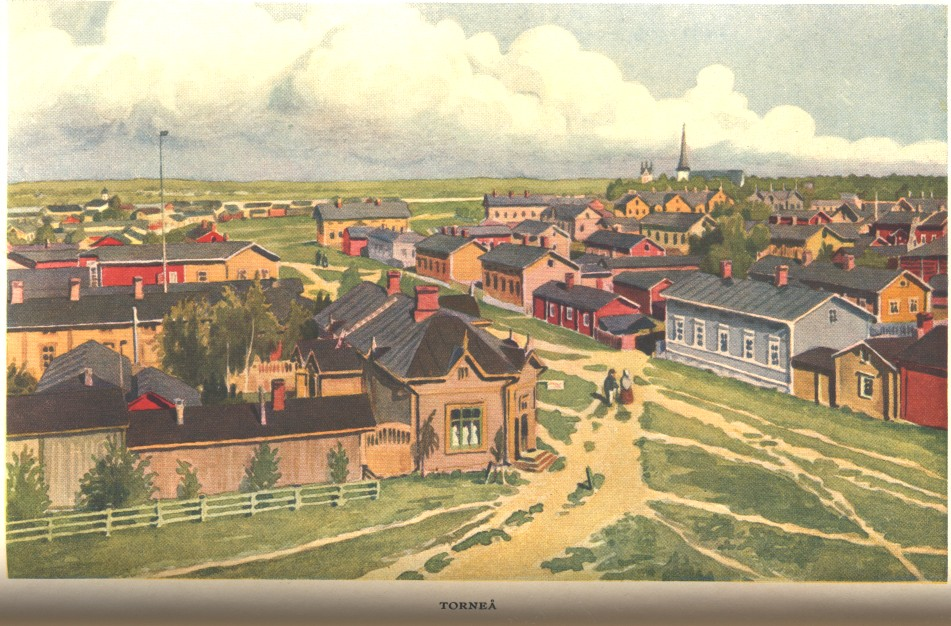
Tornio peint par Alex Federley en 1908.

La région est colonisée dès la fin de la dernière Glaciation. Elle est habitée par des tribus Saami, notamment les Saami de Kemi, peuplade disparue au XIXe siècle. Dès le XVIe siècle, la colonie à l'embouchure du fleuve Torne voit passer la quasi-totalité du commerce entre la Laponie et le royaume de Suède. La colonie reçoit ses droits de cité du roi Gustave II Adolphe de Suède en 1621. La ville est très riche, peut être la plus riche du royaume, mais elle stagne pourtant à 500 habitants pendant tout le XVIIe siècle avant de connaître ensuite un lent développement.
Le XVIIIe siècle marque son âge d'or, avec la visite de nombreuses expéditions scientifiques en route pour les régions polaires, la plus notable étant celle de Pierre Louis Moreau de Maupertuis en 1736-1737, et aussi le début de son déclin, avec la modification des flux commerciaux. La ville est déplacée à deux reprises vers l'aval du fleuve en raison de l'isostasie.

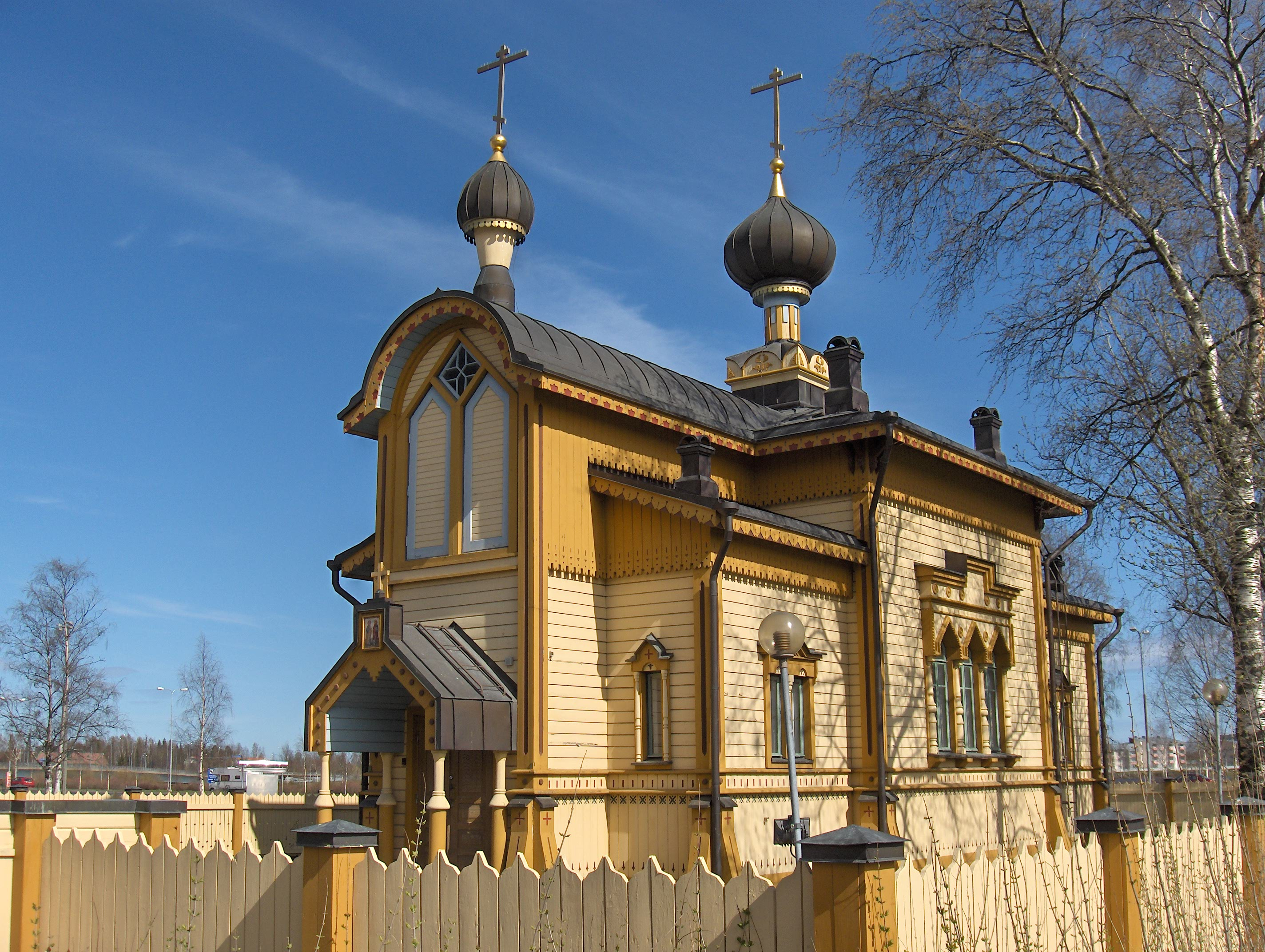
Eglise orthodoxe Saint-Pierre-et-Saint-Paul, construite en 1884, Tornio.

La conquête de la Finlande par la Russie en 1808-1809 lui porte un coup très dur. La ville se retrouve côté russe, les Suédois construisant Haparanda, une ville jumelle de l'autre côté du fleuve. Elle perd presque toute son importance commerciale, devenant une ville de garnison russe (avec son église construite en 1884) endormie, ne s'éveillant que pendant la guerre de Crimée et la Première Guerre mondiale.
Lenine en route pour Saint-Pétersbourg passa par la gare, la révolution d'Octobre mit fin à la présence russe.
Paradoxalement, après l'indépendance finlandaise en 1917 et la disparition du Grand-duché de Finlande, malgré la perte de la garnison russe, la population se remet à croître. La ville connaît de violents combats pendant la guerre de Laponie mais échappe néanmoins à la destruction totale.
Après la guerre, son économie bénéficie de deux pôles de croissance : la brasserie Lapin Kulta, marque phare du groupe Hartwall, et surtout l'aciérie Outokumpu (acier inoxydable) qui emploie plus de 2 000 personnes.
La ville a absorbé les municipalités rurales voisines d'Alatornio et Karunki en 1973.

## Politique et administration

### Conseil municipal
| Parti      | Parti                  | Voix (2012) | Sièges (2013–2016) | Sièges (2021–2025) |
| ---------- | ---------------------- | ----------- | ------------------ | ------------------ |
|            | Parti du centre        | 42,0 %      | 19                 | 20                 |
|            | Alliance de gauche     | 17,3 %      | 8                  | 5                  |
|            | Parti social-démocrate | 10,7 %      | 5                  | 5                  |
|            | Vrais Finlandais       | 10,2 %      | 4                  | 8                  |
|            | Kokoomus               | 9,6 %       | 4                  | 4                  |
|            | Chrétiens-démocrates   |             |                    | 1                  |
|            | Pro Tornio             | 5,3 %       | 2                  |                    |
|            | Ligue verte            | 4,1 %       | 1                  |                    |
| Sources, : |                        |             |                    |                    |

### Subdivisions administratives
Le centre de Tornio est composé des quartiers suivants :
- Juhannussaari
- Luotomäki
- Kiviranta
- Kokkokangas
- Miukki
- Palosaari
- Pirkkiö
- Pudas
- Puuluoto-Röyttä
- Raumo
- Ruohokari
- Särkinärä
- Suensaari
- Torppi
- Vanha Pirkkiö

Les autres parties de Tornio sont composées des villages suivants :
- Aapajärvi
- Aapajoki
- Alavojakkala
- Arpela
- Kaakamo
- Kantojärvi
- Karunki
- Könölä
- Korpikylä
- Kourilehto
- Kukkola
- Laivaniemi
- Liakka
- Palovaara
- Ruottala
- Sattajärvi
- Yliliakka
- Ylivojakkala

## Population
La croissance de la population est la suivante :
| Année      | 1980   | 1985   | 1990   | 1995   | 1996   | 1997   | 1998   | 1999   | 2000   | 2001   |
| ---------- | ------ | ------ | ------ | ------ | ------ | ------ | ------ | ------ | ------ | ------ |
| Population | 21 076 | 22 328 | 22 879 | 23 156 | 23 285 | 23 116 | 22 881 | 22 719 | 22 617 | 22 456 |
| Année      | 2002   | 2003   | 2004   | 2005   | 2006   | 2007   | 2008   | 2012   | 2015   | 2020   |
| Population | 22 155 | 22 198 | 22 204 | 22 297 | 22 299 | 22 373 | 21 640 | 22 487 | 22 485 | 22 319 |

## Transports

### Routier
Tornio est le point de départ de deux routes nationales : la route nationale 21 et la route nationale 29.
La route nationale 29 longue de 16 km relie Kemi et Keminmaa, elle est la route nationale la plus septentrionale au monde.
la route nationale 21 va de la frontière entre la Finlande et la Suède jusqu'à Kilpisjärvi.
Tornio est également reliée à Helsingborg en Suède par la route européenne 4.
La route européenne E8 passe par les routes nationales 21 et 29.
Le point frontalier entre Tornio et Haparanda voit passer plus de 513 000 véhicules par an ce qui en fait la frontière la plus active d'Europe du Nord.
Tornio est a l'extrémité de la route côtière d'Ostrobotnie et de la route des aurores boréales.
Tornio est relié à Keminmaa par la seututie 921.

### Aérien
L'aéroport de Kemi-Tornio est situé à environ 18 km au Sud-est du centre-ville de Tornio.
Il a accueilli 95 887 voyageurs en 2008 et 59 040 en 2014.

### Maritime
Le port de Tornio est situé sur l'île de Röyttä au sud de la ville.
Les brise-glaces permettent son utilisation toute l'année.
Le trafic portuaire se compose principalement des exportations d'acier inoxydable par Outokumpu.
Le port n'a pas de trafic de voyageurs.
En 2015, le port a vu transiter 2,8 millions de tonnes de marchandises.

### Ferroviaire
Les chemins de fer de Tornio partent dans trois directions : voie ferrée Oulu–Tornio qui mène à Oulu, voie ferrée de Kolari qui mène à Kolari et voie ferrée Tornio–Haparanda qui mène à Haparanda.
Les gares de Tornio et de Haparanda sont reliées par une ligne de quatre kilomètres à voie unique, à quatre files de rail permettant le trafic de trains suédois et finlandais.
En effet la Finlande utilise un écartement des rails large (1 524 mm) et la Suède l'écartement normal (1 435 mm).

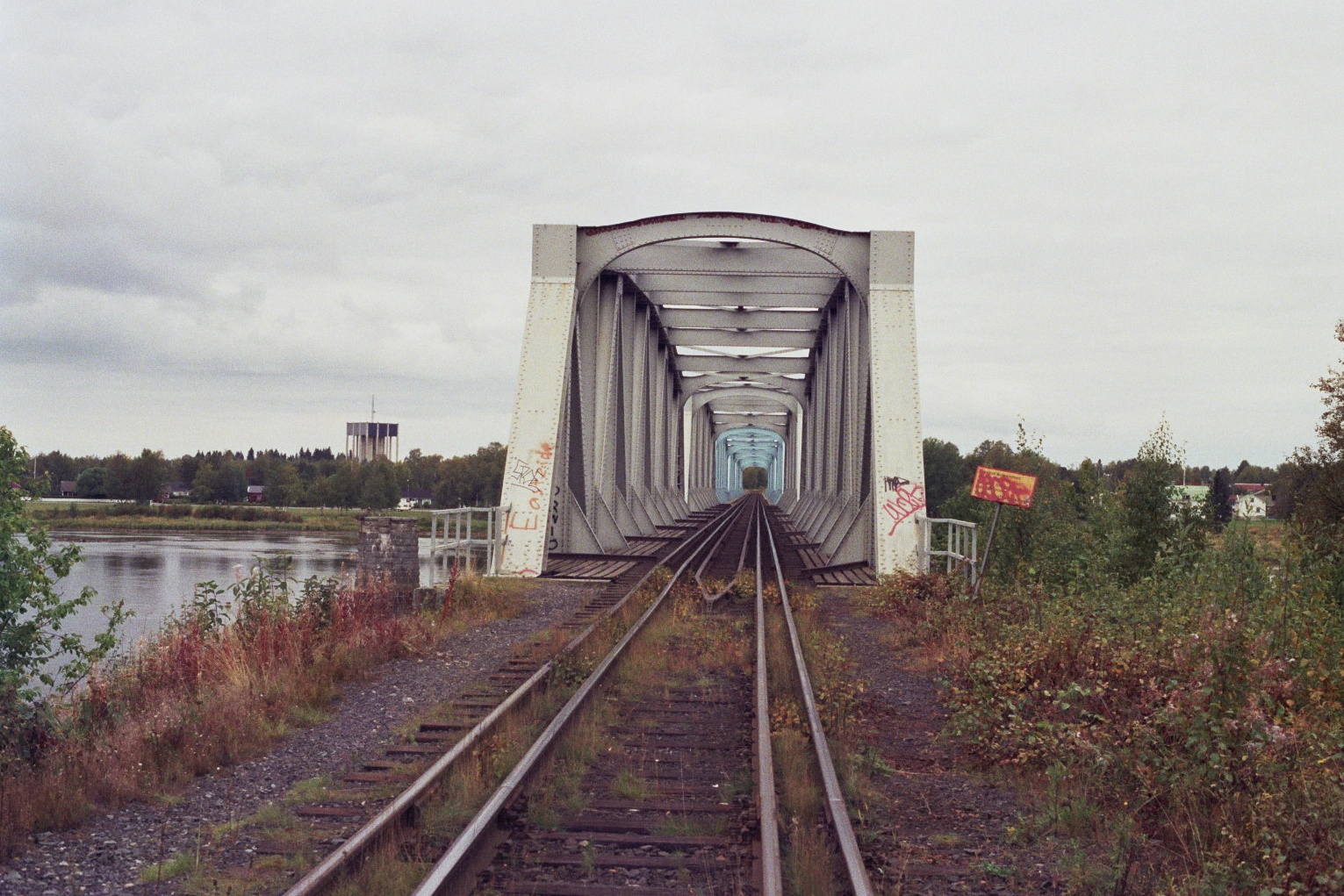
Le pont ferroviaire sur la rivière Torne, avec double écartement des rails, vu du côté finlandais.

Aujourd'hui, par exemple en Allemagne, au Japon et en Espagne savent comment fabriquer du matériel roulant, capable de passer d'un écartement à un autre.
La circulation des trains entre la Finlande, la Suède et la Norvège, n'utilise pas encore ces technologies en 2015.
Le trafic de voyageurs s'est arrêté en 2004 à cause du mauvais état et de la mauvaise position de la halte de Tornio-Pohjoinen.
On l'a remplacée en 2008 par la halte de Tornio-Itäinen située à un endroit plus sûr.

## Éducation
La ville de Kemi abrite l'université de sciences appliquées de Laponie.

## Lieux et monuments
| Carte de lieux et monuments de Tornio                                                   |
| Carte interactive de lieux et monuments de Kemi Tornio (cliquer pour voir les détails). |

| Carte de lieux et monuments de Kemi                                                     |
| Carte interactive de lieux et monuments de Kemi Tornio (cliquer pour voir les détails). |

## Sports
La ville compte un club de football, le TP-47 Tornio, relégué en 2005 en deuxième division. Elle est la ville natale du footballeur Teemu Tainio, du lanceur de poids Ville Pörhölä et des skieurs Kalle Palander et Jari Isometsä.
Le parcours du golf s'étend à la fois sur le territoire finlandais et sur le territoire suédois voisin. Comme les deux pays ne sont pas sur le même fuseau horaire, un trou, à cheval sur la frontière, présente la particularité d'être le plus long (en durée théorique) du monde : si l'on tape son Club de golf à 10h, la balle arrive sur le "green" un peu après 11h !

## Jumelages
La ville de Tornio est jumelée avec :
| Ville | Ville          | Pays | Pays        | Période     |
| ----- | -------------- | ---- | ----------- | ----------- |
|       | Devizes        |      | Royaume-Uni |             |
|       | Hammerfest     |      | Norvège     |             |
|       | Ikast          |      | Danemark    |             |
|       | Kirovsk        |      | Russie      |             |
|       | Szekszárd      |      | Hongrie     | depuis 1986 |
|       | Valga City (d) |      | Estonie     |             |
|       | Vetlanda       |      | Suède       |             |

## Galerie

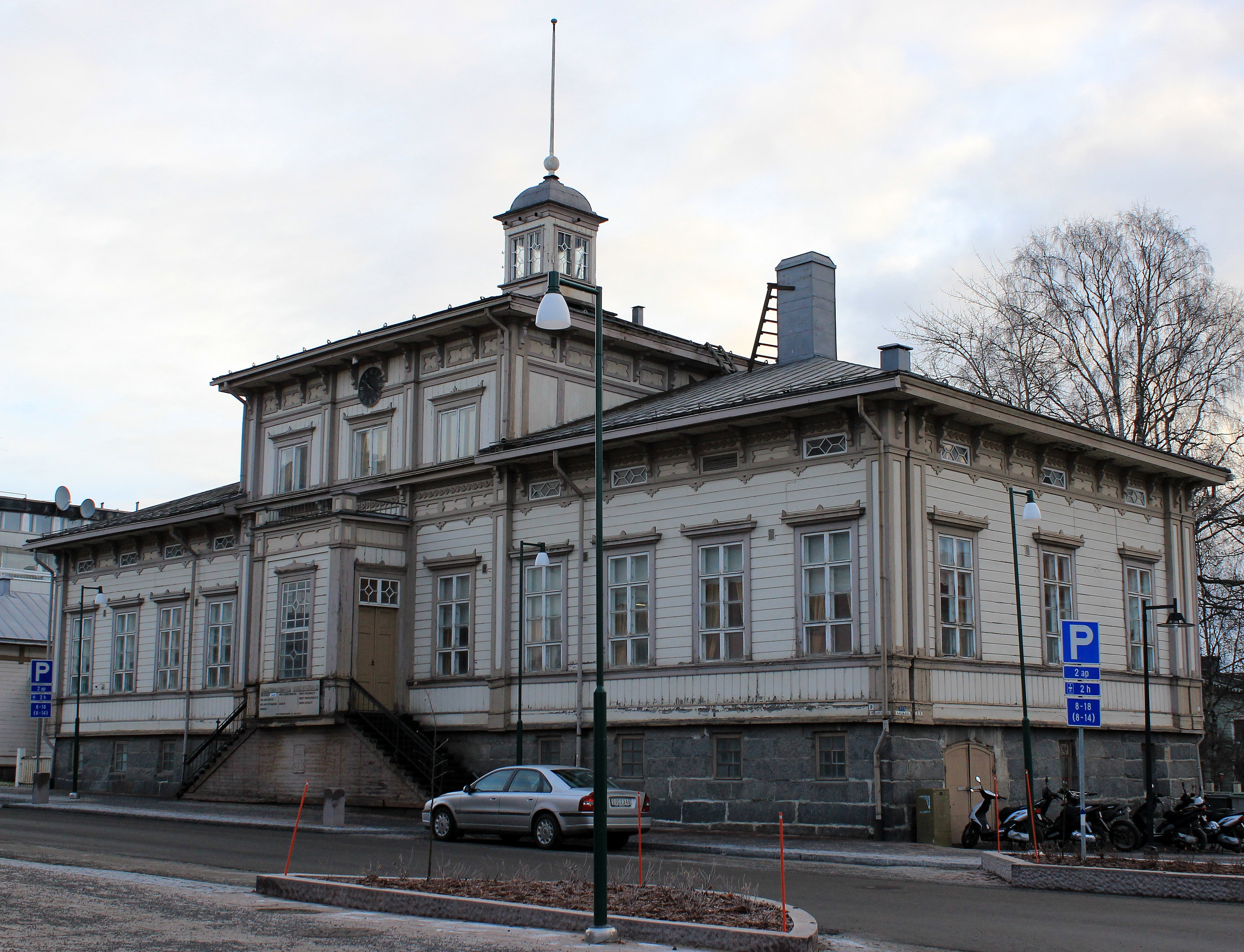
Ancienne mairie de Tornio.
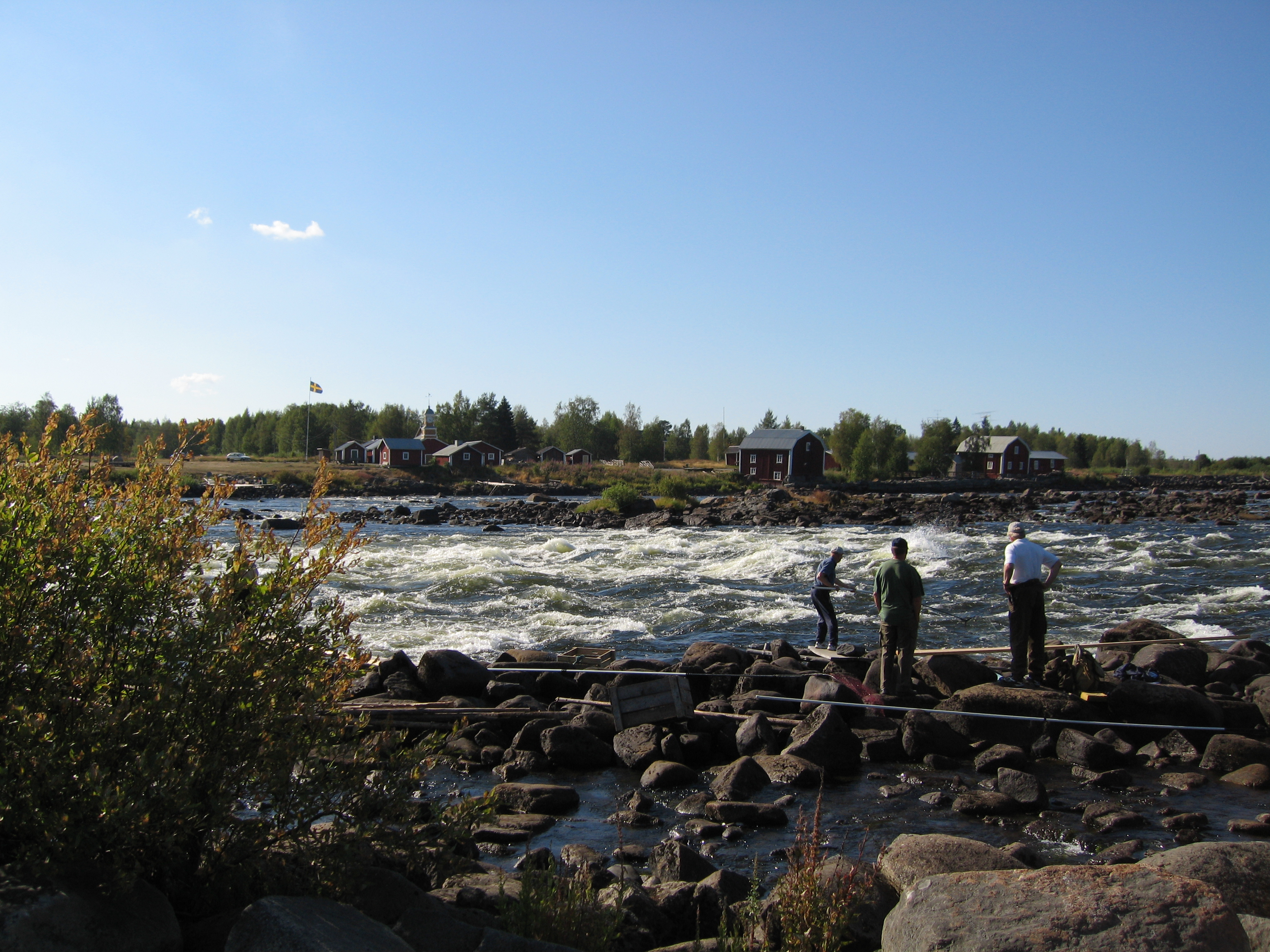
Rapide Kukkolankoski.
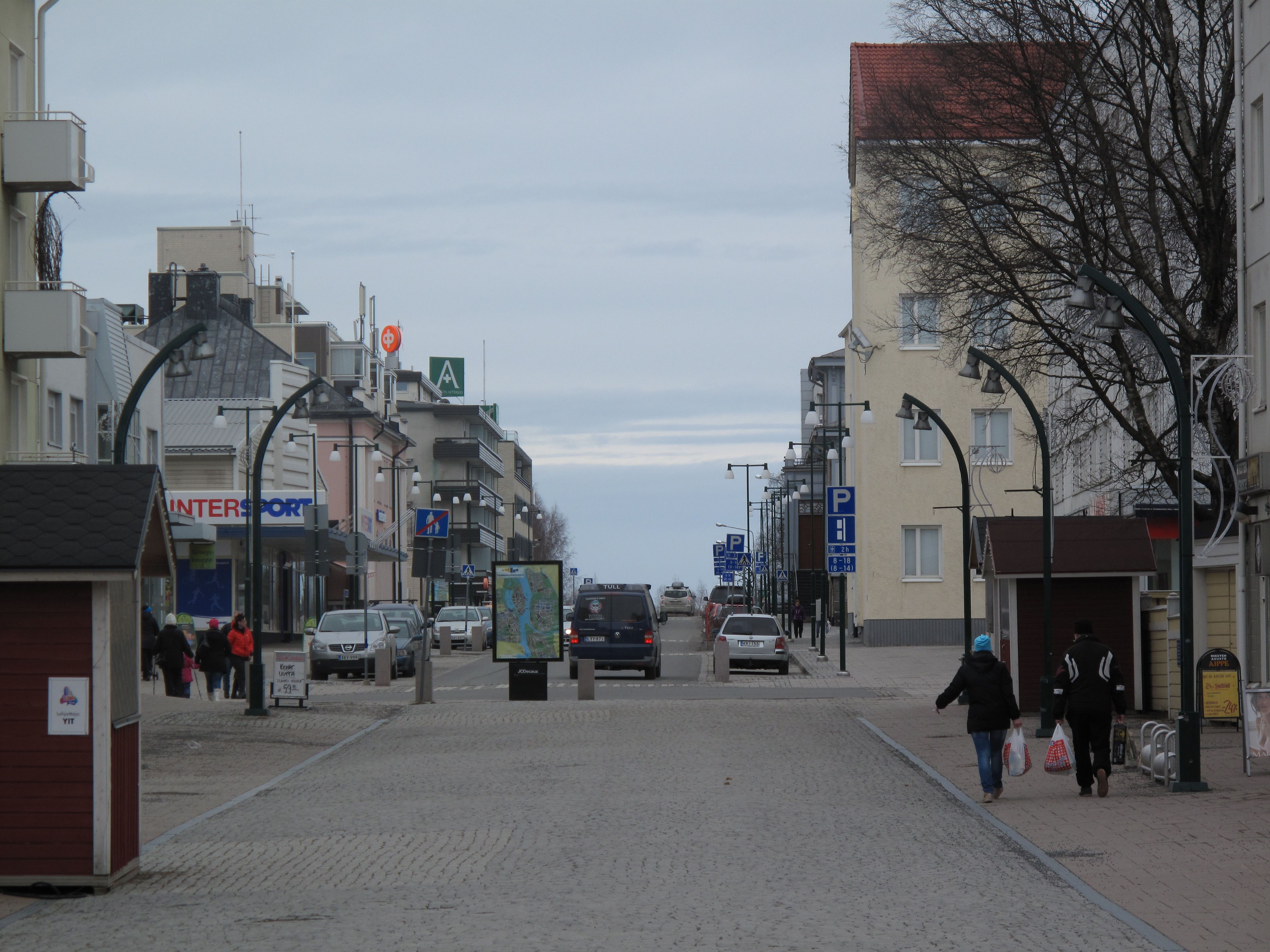
Centre de Tornio.

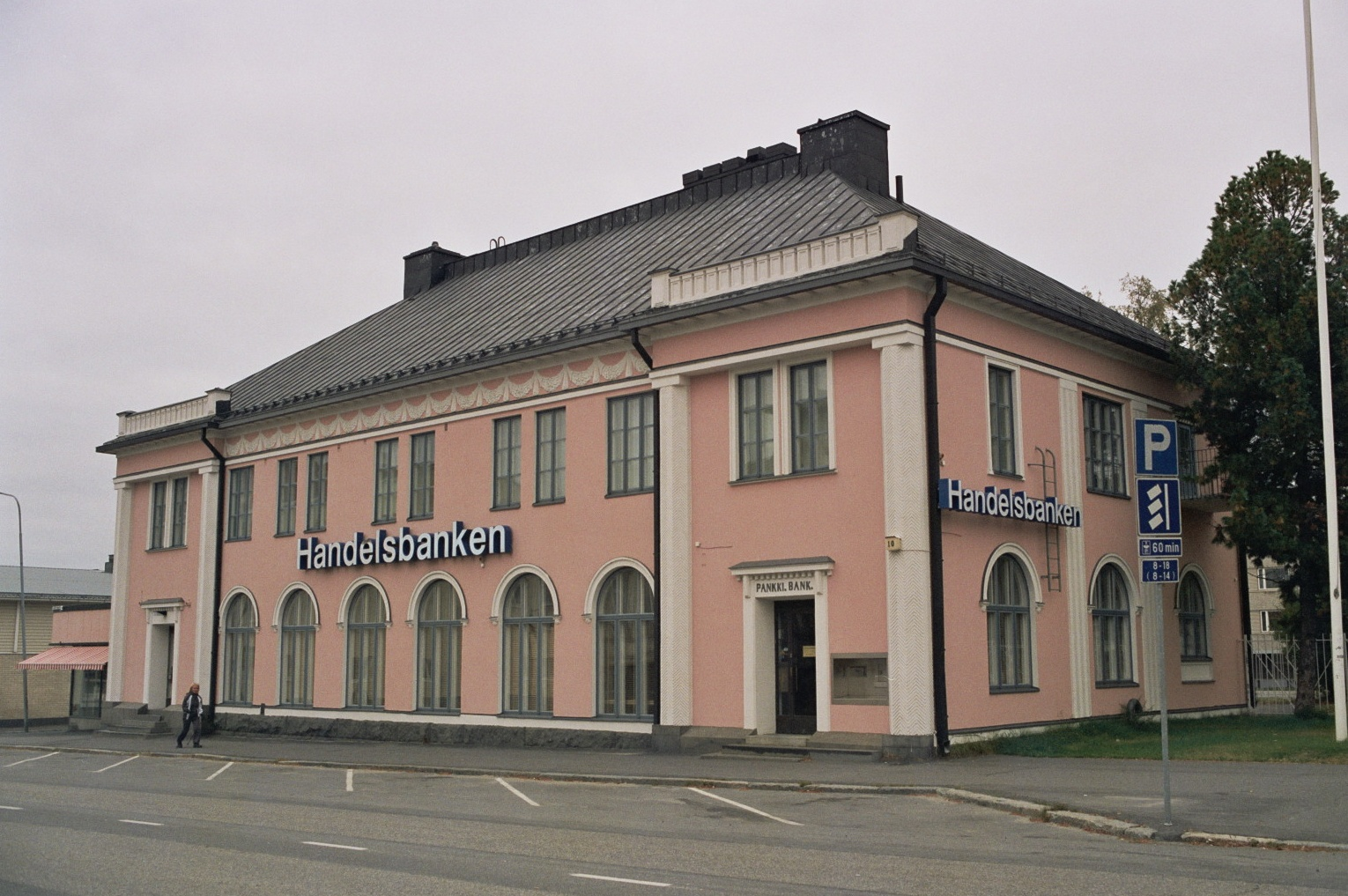
Banque Handelsbanken.
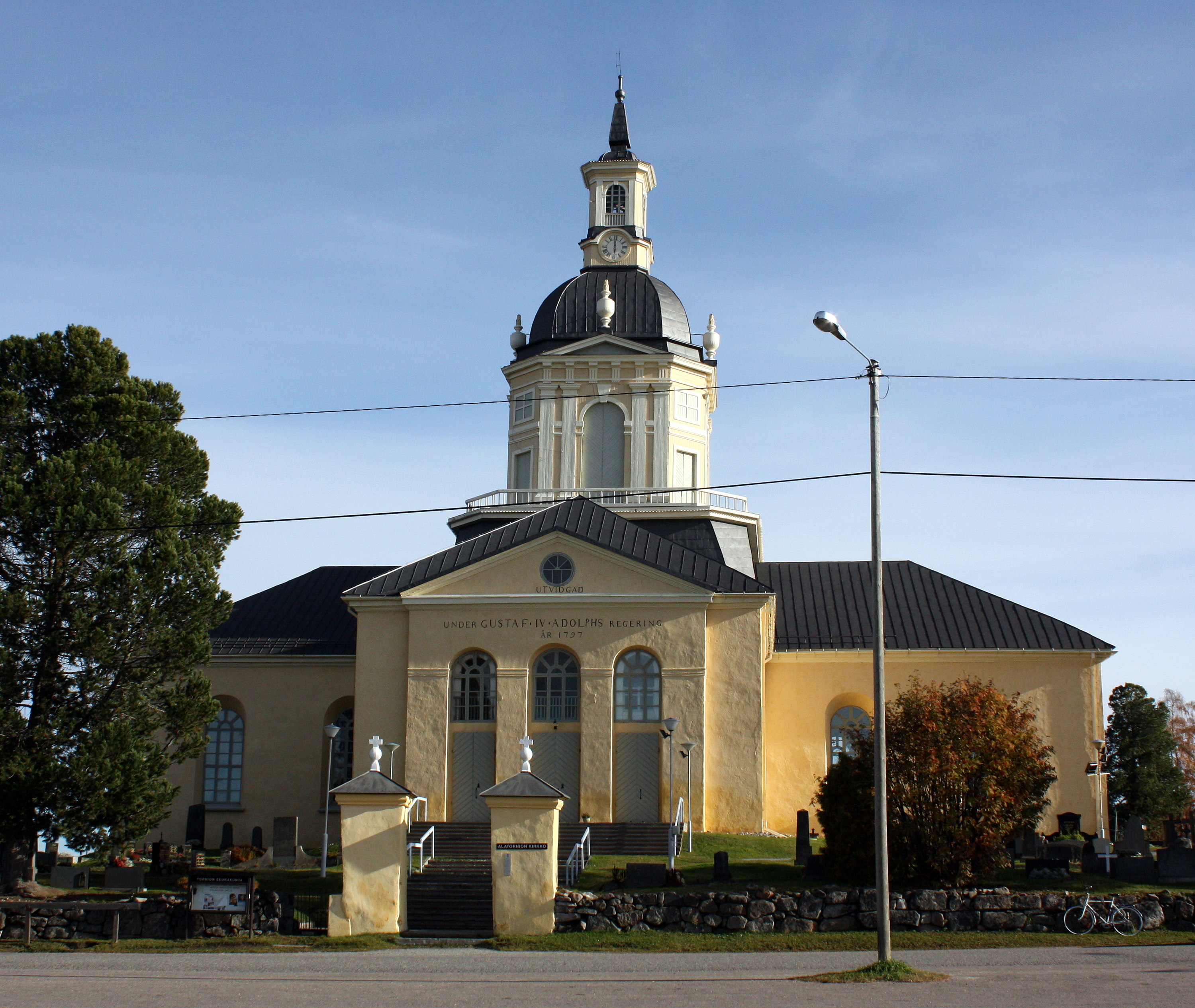
Église d'Alatornio.
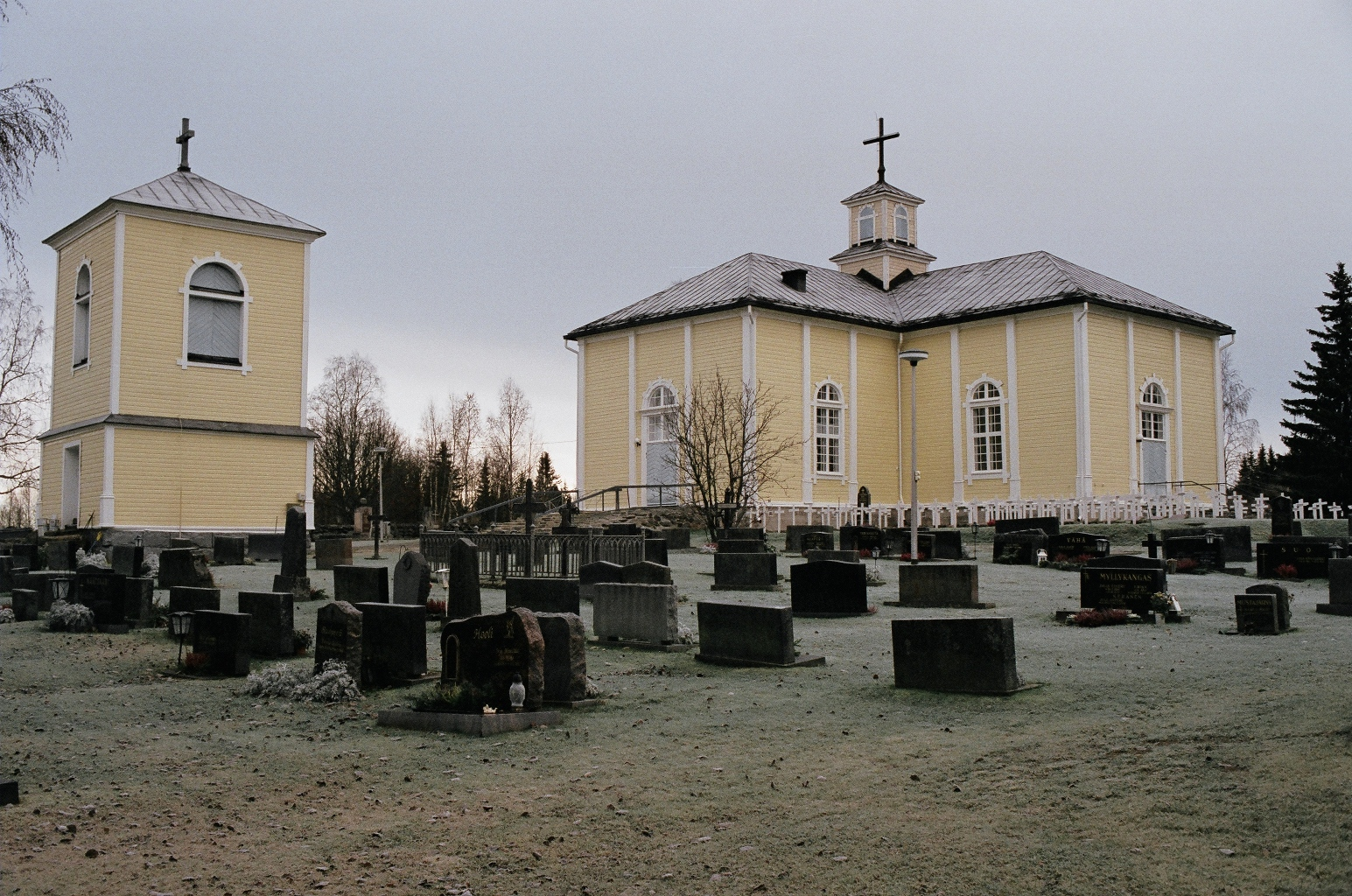
Église de Karunki.

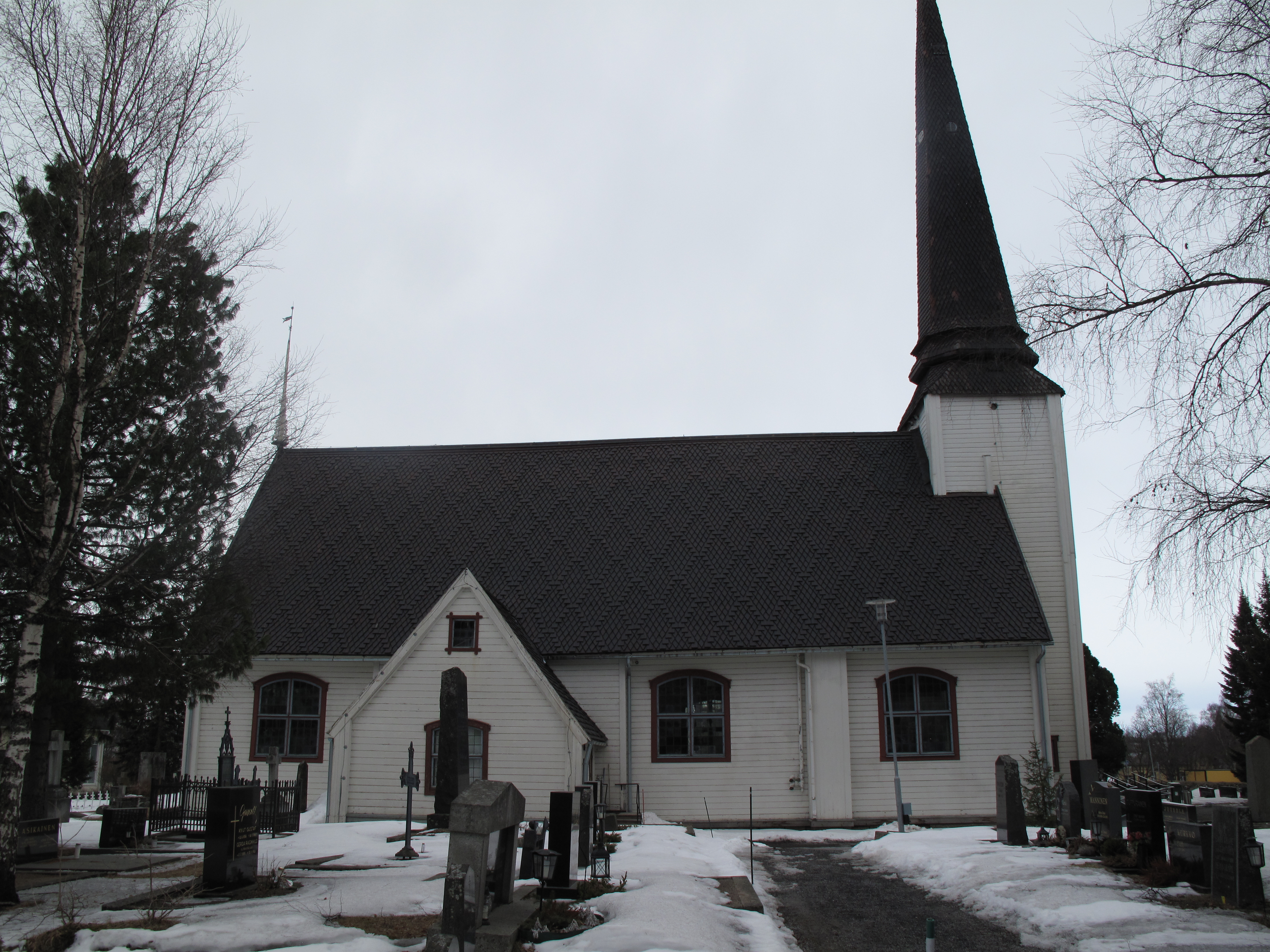
Église de Tornio.
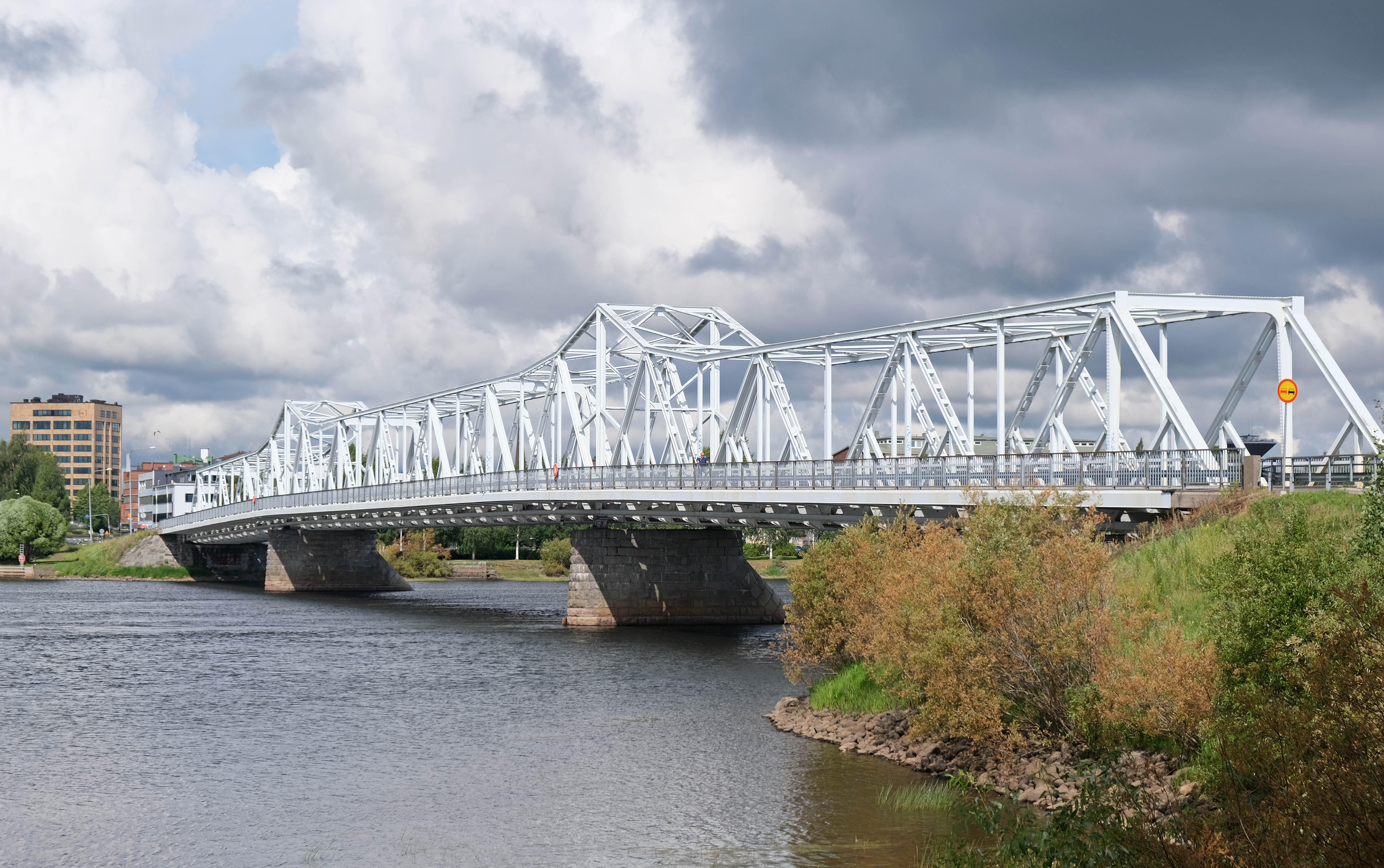
Le pont d'Hannula sur le Tornionjoki.
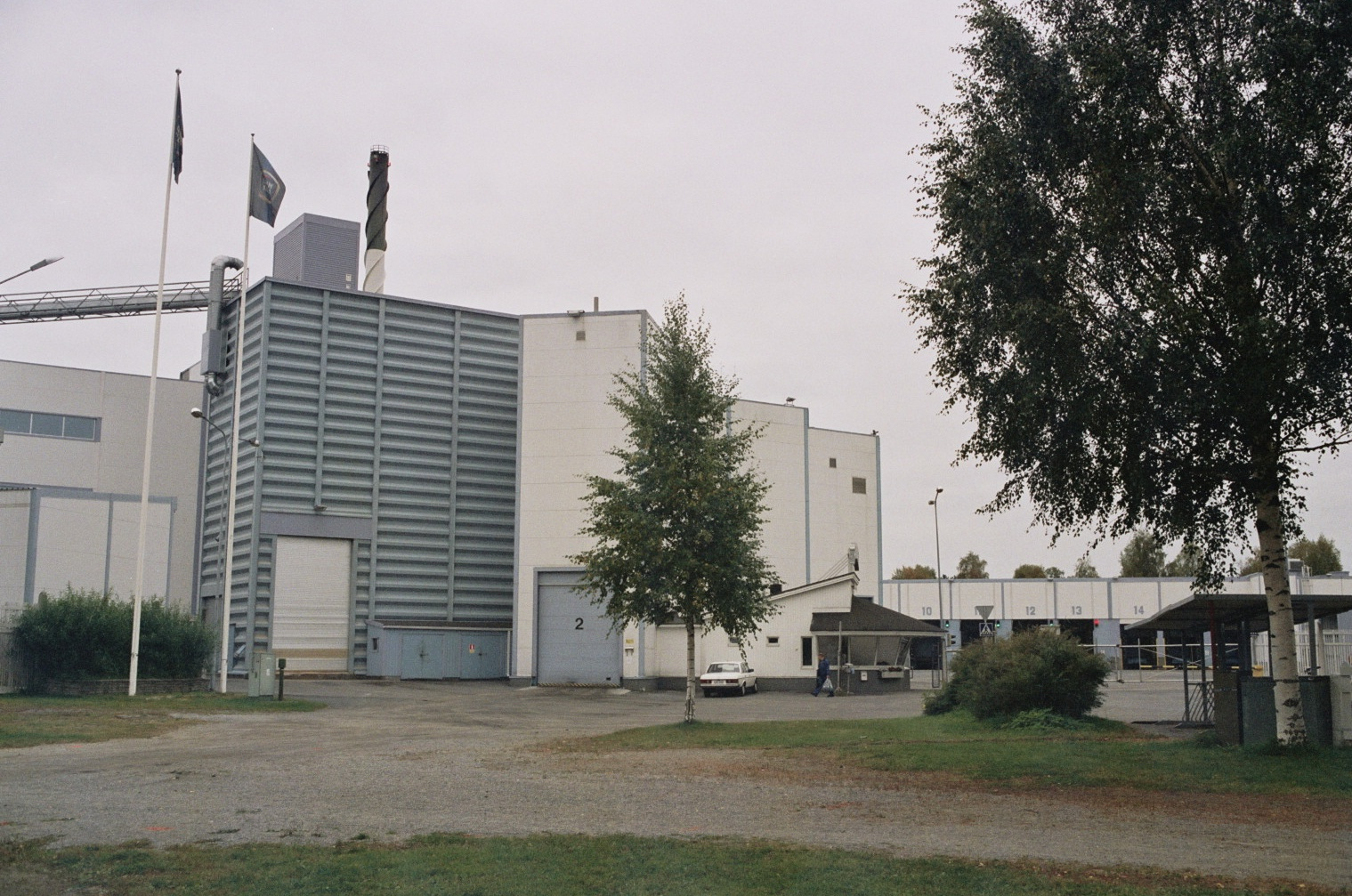
La brasserie de Lapin Kulta.